# Скаппи, Бартоломео

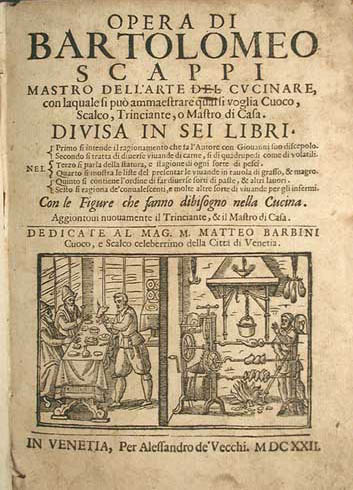
«Опера» (издание 1622 года).

Бартоломео Скаппи (итал. Bartolomeo Scappi; после 1500, Думенца — 13 апреля 1577, Рим) — итальянский повар эпохи Возрождения. В 1570 году в Венеции была опубликована его кулинарная книга «Opera» (1570), включившая в себя около 1000 рецептов. Скаппи произвёл революционные изменения в кулинарии своего времени, используя в работе продукты из Нового Света, хорошо знал кулинарные традиции Испании, Франции и Германии, интересовался не только новыми методами приготовления пищи, но и кухонными инструментами.

## Биография
По последним данным, установленным итальянскими историками, Бартоломео Скаппи родился в Ломбардии, в Думенце. Никогда не был женат. К 30 годам получил место на ватиканской кухне, где и проработал до 1576 года. работал личным поваром нескольких римских пап: Юлия III, Павла IV, Пия IV, Пия V и Григория XIII. Скаппи получил титул пфальцграфа и был назначен на ответственный пост следить за соблюдением папских церемоний.
Кроме того, Скаппи руководил кухней кардинала Гримани в Венеции, а в апреле 1536 года на службе у кардинала Лоренцо Кампеджо готовил праздничный обед в честь императора Карла V, на котором 789 блюд подавалось в 13 заходов. Скаппи работал у кардиналов дю Белле, Пьетро Бембо и Андреа Корнаро.
Дата смерти Скаппи указана в Ватиканском архиве. Бартоломео Скаппи был похоронен на кладбище при церкви поваров — свв. Винченцо и Анастасио алла Регола.